# موج مربعی

شکل موج‌های (به ترتیب از بالا به پایین) سینوسی، مربعی، مثلثی و دندانه‌ارهای.

موج مربعی نوعی سیگنال متناوب الکتریکی است که دامنهٔ آن در هر نیم سیکل برابرِ با کم‌ترین یا بیش‌ترین مقدار دامنهٔ آن است. 
این سیگنال گاهی در عمل دارای فراجَهِش (Overshoot) یا نوسانات دامنه‌ای کوچکی است که آن‌ را از یک موج مربعّی ایده‌آل دور می‌کند.

## بسط فوریه موج مربعی
یک موج مربعی، بر اساس تبدیل فوریه، حاصل‌جمع یک موج سینوسیِ پایه و بی‌نهایت هارمونیک است.

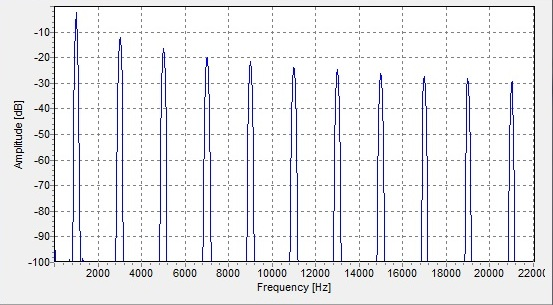
طیف فرکانسی موج مربعی

شش پیکان، اندازۀ شش ضریب نخست سری فوریۀ موج مربعی را نشان می‌دهند. دایرۀ آبی، مقدار دقیق (ایده‌آل) موج مربعی، و دایرۀ بنفش مقدار تقریبی (واقعی) آن‌را نشان‌می‌دهد که در واقع مجموع این شش ضریب است.

نوشتار اصلی: سری فوریه

## کاربرد
موج مربعی کاربردهای فراوان دارد؛ مثلاً سیگنال ساعت برای مدارات دیجیتالی، و خروجی نوسان‌سازها (سینتی‌سایزرها) که در موسیقی الکترونیک (مثلاً در سبک الکتروهاوس) بسیار استفاده می‌شود.